# Homenzinhos verdes

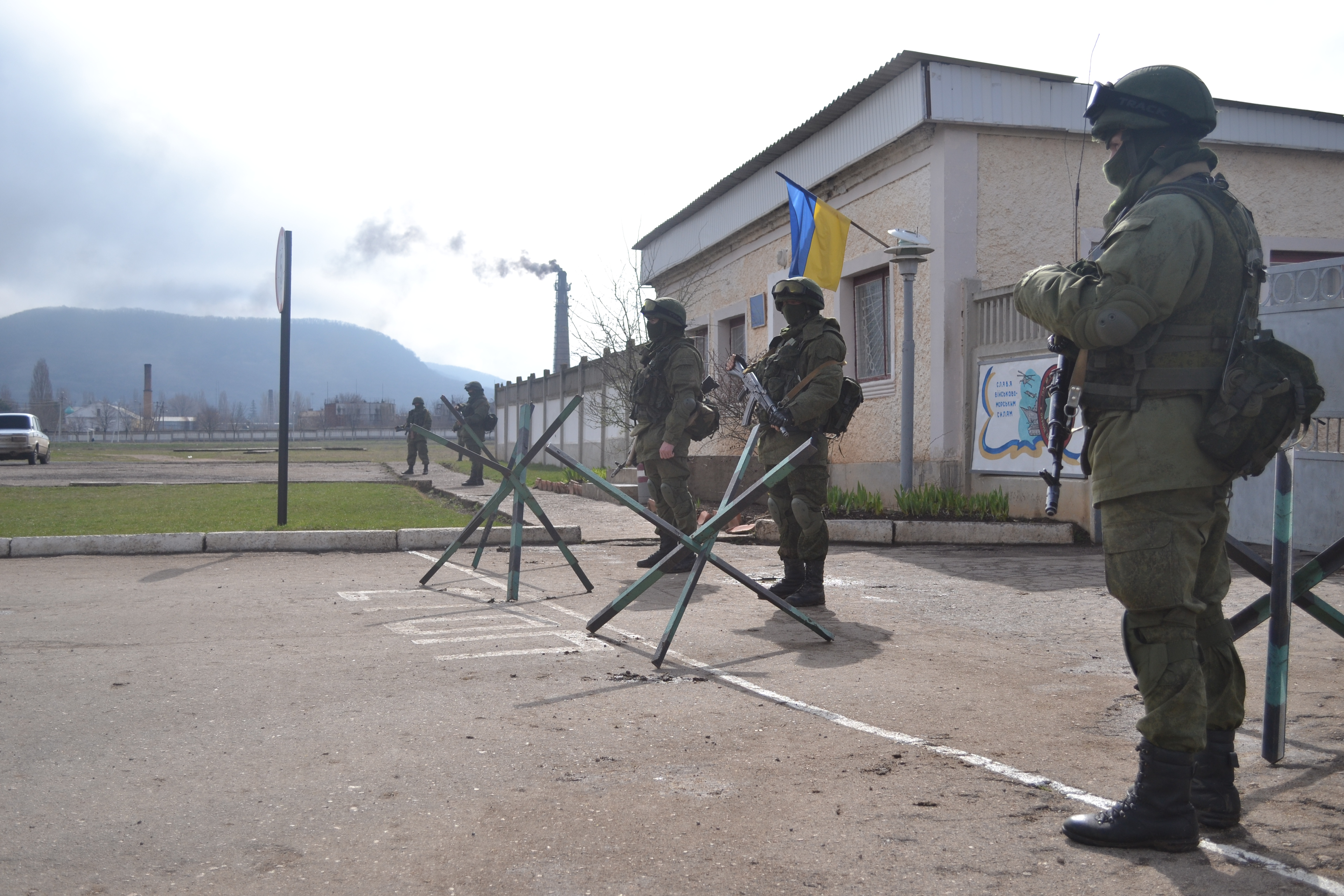
"Homenzinhos verdes" armados com AK-74Ms bloqueando a base militar de Perevalne, 25 quilômetros ao sul de Simferopol, 9 de março de 2014

A frase "homenzinhos verdes" ou "pequenos homens verdes" (em russo:  зелёные человечки, transl. zelyonye chelovechki ;em ucraniano:  зелені чоловічки) refere-se a soldados mascarados da Federação Russa em uniformes verdes do exército sem identificação e carregando armas e equipamentos militares russos modernos que apareceram durante a Guerra Russo-Ucraniana em 2014.
O termo surgiu pela primeira vez durante a Crise da Crimeia de 2014, um período de final de fevereiro a março de 2014, quando tais forças ocuparam e bloquearam o Aeroporto Internacional de Simferopol, a maioria das bases militares ucranianas na Crimeia, e o parlamento em Simferopol. O termo também às vezes era usado para se referir às tropas russas durante a Guerra em Donbas, pois o Kremlin negava seu envolvimento oficial ou a presença de suas tropas na região, e eles usavam uniformes sem identificação ou se disfarçavam de separatistas pró-russos.
A mídia russa se referia a eles com o eufemismo "pessoas educadas" (em em russo:  вежливые люди) devido ao seu comportamento bem-educado, já que se mantinham para si mesmos e principalmente não faziam nenhum esforço para interferir na vida civil.
A Federação Russa inicialmente negou que fossem forças militares russas, mas em 17 de abril de 2014 o presidente russo Vladimir Putin finalmente confirmou a presença dos militares russos. Além disso, várias fontes, incluindo a mídia estatal russa, confirmaram que os "homenzinhos verdes" eram uma mistura de agentes das Forças de Operações Especiais e várias outras unidades Spetsnaz GRU. Provavelmente também incluiu pára-quedistas da 45ª Brigada de Guardas Spetsnaz do VDV, e mercenários do Grupo Wagner.

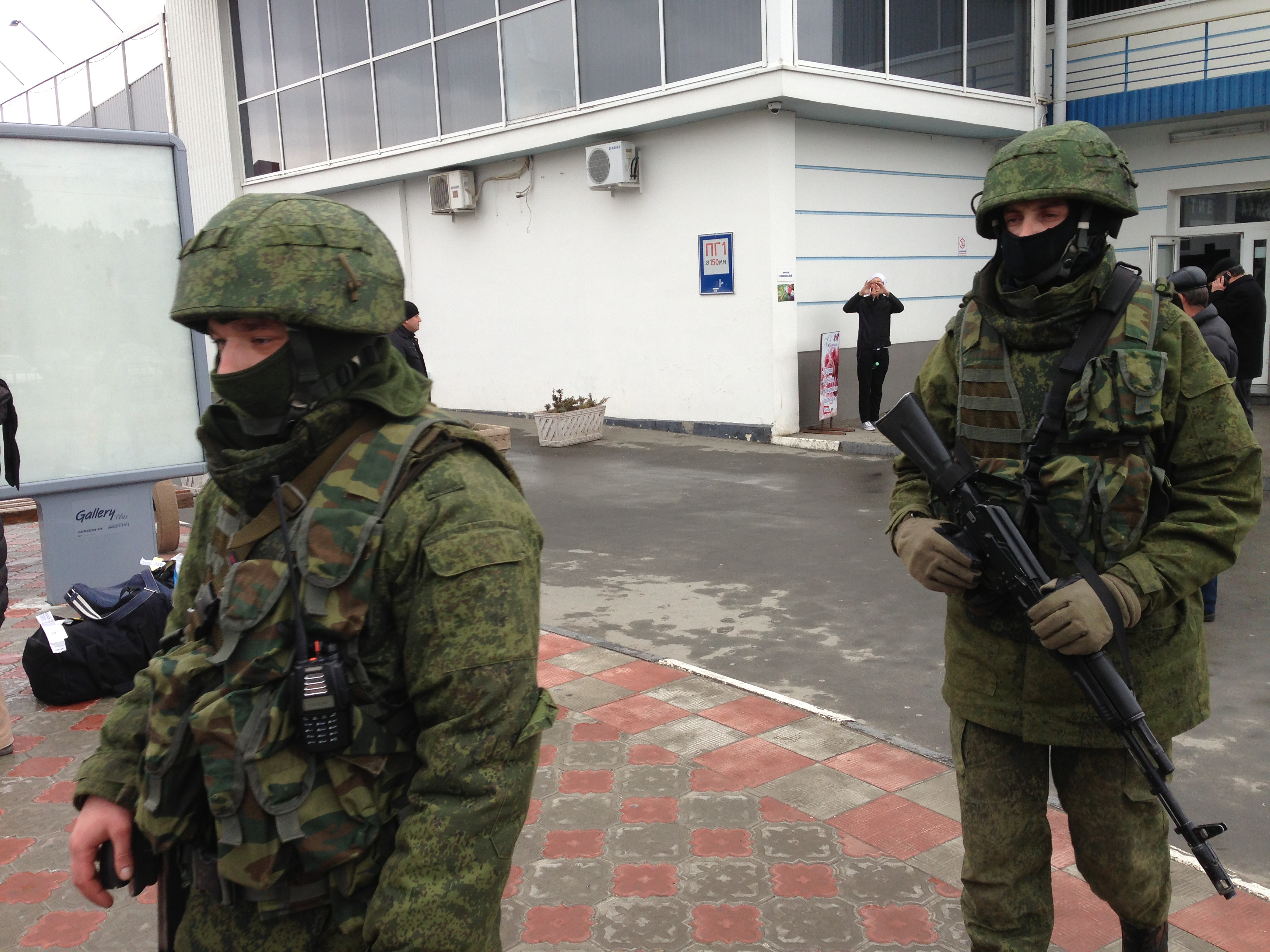
Homens armados sem insígnias no Aeroporto de Simferopol, 28 de fevereiro de 2014

## Reação oficial russa
Inicialmente, o presidente da Rússia, Vladimir Putin, afirmou que os homens de verde não faziam parte das Forças Armadas russas, mas de grupos de milícias locais que haviam tomado suas armas do Exército ucraniano. O Comandante Supremo Aliado na Europa do Comando da OTAN, General Philip Breedlove, disse que esses "homens verdes" eram de fato tropas russas.
Em março de 2014, Putin continuou a sustentar que não havia intervenção pré-planejada, mas que "os grupos fortemente armados e fortemente coordenados que assumiram os aeroportos e portos da Crimeia no início da incursão - eles eram meramente 'grupos de autodefesa' espontâneos que podem ter adquirido seus uniformes de aparência russa em lojas [militares] locais". De acordo com a Associação Ucraniana de Proprietários de Armas, a lei ucraniana não permite a venda ou o porte de armas de fogo, exceto para caça.
Em 17 de abril de 2014, o presidente Putin admitiu publicamente pela primeira vez que forças especiais russas estiveram envolvidas nos eventos da Crimeia, com o objetivo de proteger a população local e criar condições para um referendo. Mais tarde, ele admitiu que as Forças Armadas russas bloquearam as Forças Armadas da Ucrânia na Crimeia durante os eventos.
Em resposta à questão da presença de tropas russas na Crimeia, o ministro da Defesa russo Sergei Shoigu disse: "Em relação às declarações sobre o uso de forças especiais russas em eventos ucranianos, só posso dizer uma coisa – é difícil procurar um gato preto em um quarto escuro, especialmente se ele não estiver lá”, e acrescentou enigmaticamente que procurar o gato seria “estúpido” se o gato fosse “inteligente, corajoso e educado”.
Em abril de 2015, o almirante russo aposentado Igor Kasatonov disse que os "pequenos homens verdes" eram membros das unidades das forças especiais russas Spetsnaz. De acordo com suas informações, o deslocamento de tropas russas na Crimeia incluiu seis pousos de helicóptero e três desembarques de Ilyushin Il-76 com 500 soldados.